# Lycinus longipes
Lycinus longipes är en spindelart som beskrevs av Tord Tamerlan Teodor Thorell 1894. Lycinus longipes ingår i släktet Lycinus och familjen Nemesiidae. Inga underarter finns listade i Catalogue of Life.